# Белая роза (фильм, 1923)
«Белая роза» (англ. The White Rose) — американский немой фильм-драма 1923 года, снятый Д. У. Гриффитом. Гриффит выступил сценаристом, продюсером и режиссёром фильма. В главных ролях заняты Мэй Марш, Айвор Новелло, Кэрол Демпстер и Нил Гамильтон.

## Синопсис
Фильм рассказывает о готовящемся стать священником Жозефе Богарде (Айвор Новелло), влюбившемся в деревенскую девушку Тизи (Мэй Марш). Чувствуя вину из-за внебрачной связи, Богарт бросает Тизи и уезжает домой, где его ждёт подруга детства Мэри (Кэрол Демпстер). Но Тизи забеременела, и родные выгнали её из дома. Она находит приют в семье негров и рожает ребёнка. Богард, ставший священником, узнав о последствиях своего поступка, отказывается от сана и невесты, чтобы вернуться к Тизи. Оставленная им Мэри находит счастье в браке с бизнесменом Джоном Уайтом (Нил Гамильтон).

## В ролях
- Мэй Марш — Бесси (Тизи) Уильямс
- Кэрол Демпстер — Мэри Каррингтон
- Айвор Новелло — Жозеф Богард
- Нил Хэмилтон — Джон Уайт
- Люсиль Ла Верн — тётя Эстер
- Портер Стронг (англ. Porter Strong) — Аполло
- Джейн Томас (англ. Jane Thomas) — продавщица сигарет
- Кейт Брюс — тётя
- Эрвил Олдерсон (англ. Erville Alderson) — человек мира
- Герберт Сатч (англ. Herbert Sutch) — епископ
- Джозеф Берк (англ. Joseph Burke) — хозяин
- Мэри Фой (англ. Mary Foy) — хозяйка
- Чарльз Эммет Мак в (англ. Charles Emmett Mack) — гость

## Производство
Сценарий к фильму был представлен за подписью некоей Ирен Синклер (англ. Irene Sinclair), однако впоследствии выяснилось, что его автором является сам Гриффит.
Фильм был снят в нескольких местах во Флориде и Луизиане. Хотя фильм сохранился, он является одним из наиболее редко демонстрируемых фильмов Гриффита.

## Сохранение
По словам историка кино Уильяма К. Эверсона, раскрашенная 35-мм копия была утрачена в 1960-х годах из-за разложения нитратной основы. Сохранились чёрно-белые копии: 35-мм и 16-мм позитивы.

## Отзывы
Хэл Эриксон, обозреватель AllMovie, называет «Белую розу» одним из лучших фильмов Гриффита. Он также отмечает, что для актрисы Мэй Марш работа в этой картине стала возвращением в большое кино после череды проходных низкобюджетных картин.